# 万波高原
万波高原（まんなみこうげん）は、岐阜県飛騨市の神通川水系万波川(久婦須川上流)流域の標高1000m地帯にある高原。大根などの高原野菜や蕎麦が栽培されている。

## 特徴
万波川沿いにある標高950m - 1100mの細長い盆地で、畑作地や放置耕作地にあたる草原が広がっている。周辺の山地は「万波国有林」に辺り、杉林やブナ林が見られる。
かつては万波集落が存在したが、豪雪などの厳しい自然環境故に戦前には離村、無住化した。戦後には農地開拓がされた他、万波高原一帯に水力発電所用ダムを作る計画もあったが実現しなかった。
現在は冷涼な気候を生かし、大根などの高原野菜や蕎麦が栽培されている。蕎麦は万波そばと呼ばれ、市内各地のイベントで美味しい蕎麦として売られている。
小白木峰・白木峰の登山口(万波登山口)がある。

## 地質
万波峠-茂住祐延断層の谷にあたる。国道471号・472号辺りで牛首断層との断層谷の分岐が見られ、風隙のような地形となっている。

## 歴史・文化
鎌倉時代の寺領争いから江戸時代を経て1967(昭和42)年まで続く国境(県境)争いの舞台となった場所である。正確には昭和の県境争いは流域を異にする大長谷川(おおながたにがわ)の源流にあたる原山本谷(金山平とも言う)の北端に限る争議である。ただし江戸時代の争いは金山平と万波高原を含む広大な領地の所有を巡る争いであった。
1674(延宝2)年に江戸幕府の裁定により飛騨金森藩と越中加賀藩の国境が確定したので富山側から見て真南(マミナミ)と呼ばれていたのを万波(マンナミ)と呼ぶようになった。江戸時代は天領であり飛騨国小鷹狩郷12ヶ村の入会地であったが明治になり国有林と飛騨３郡の郡有地となった。
1893(明治26)年に正式に許可を得て個人の開墾・入植が始まり1939(昭和14)年まで住家が存在した。最盛期には82世帯が暮らしていた。開拓当初に神社が建立されたが現在でもその石段と小社は残っている。1910(明治43)年から1939(昭和14)年まで坂下小学校(現在は廃校で飛騨市立宮川小学校の学区)の分教場(分校)があった。
1918(大正7)年2月に朝日新聞をはじめ全国紙に豪雪により全集落300余名が餓死したとの報道がなされたが誤報である。

## 交通
国道360号から宮川町打保で分岐して林道をひたすら進むと万波高原に至る。また、国道471号・国道472号の県境辺りからダート林道を通って万波高原に行くことも可能。いずれの道も冬季除雪無し。

## 観光
- 万波神社
- 小白木峰・白木峰万波登山口